# 迪爾菲爾德 (紐約州)
迪爾菲爾德（英語：Deerfield）是一個位於美國紐約州奧奈達縣的鎮。

## 人口
根據2020年美國人口普查的數據，迪爾菲爾德的面積為85.60平方千米，當中陸地面積為85.32平方千米，而水域面積為0.28平方千米。當地共有人口3983人，而人口密度為每平方千米47人。